# Campoletis obstructor
Campoletis obstructor là một loài tò vò trong họ Ichneumonidae.